# 雲南郡
雲南郡（うんなん-ぐん）は、中国にかつて存在した郡。三国時代から南北朝時代にかけて、現在の雲南省西部に設置された。

## 概要
225年（建興3年）、三国の蜀漢によって建寧郡と永昌郡が分割され、雲南郡が置かれた。雲南郡は益州に属した。
271年（泰始7年）、益州の3郡および交州の永昌郡を分割して寧州が立てられると、雲南郡は寧州に転属した。晋の雲南郡は雲平・雲南・弄棟・青蛉・姑復・邪龍・葉楡・遂久・永寧の9県を管轄した。
東晋の後期以降、雲南郡では爨氏が台頭した。以後も形式的には中国王朝の郡県が置かれたが、実際には西爨の支配下にあった。
南朝宋のとき、雲南郡は雲南・雲平・東姑復・西姑復・邪龍の5県を管轄した。
南朝斉のとき、雲南郡は東姑復・西姑復・雲平・邪龍の4県を管轄した。
583年（開皇3年）、隋により雲南郡は廃止されて、南寧州都督府に編入された。